# مايك قسطنطين (فنان قتال مختلط)
مايك قسطنطين (بالإنجليزية: Mike Constantino)‏ هو فنان قتال مختلط أمريكي، ولد في 22 فبراير 1976 في كليفتون (نيوجيرسي) في الولايات المتحدة.

## وصلات خارجية
- مايك قسطنطين على موقع شيردوغ (الإنجليزية)